# AmorePacific Group
Die AmorePacific-Gruppe ist ein südkoreanisches Unternehmen, das sich auf kosmetische Produkte spezialisiert hat. Sie entwickelt und stellt die Produkte her und vermarktet sie in Asien, Nordamerika und Europa. Es wird erwartet, dass die Gruppe  ihre Expansion im Nahen Osten fortsetzen wird. Bemerkenswert war der enorme Umsatz- und Gewinnanstieg seit 2013. Ein bedeutender Grund für den Geschäftserfolg war die internationale Verbreitung von K-Pop und K-Drama (Koreanische Welle), deren Künstler mit ihrem makellosen Aussehen besonders auffallen. Der Chairman der Gruppe Suh Kyung-bae ist dadurch sogar zum zweitreichsten Mann in Südkorea aufgestiegen. 2015 machte die AmorePacific-Gruppe einen Umsatz von 5,66 Bio. Won. Der Gewinn stieg im ersten Quartal 2016 im Quartalsvergleich vom letzten Jahr um 30 %.
Das wichtigste und größte Unternehmen der Gruppe ist AmorePacific Corporation. Außerdem gehören folgende Unternehmen zur AmorePacific-Gruppe: ETUDE, innisfree, eSpoir, AMOS Professional, AESTURA Corporation, AESTURA, JANGWON, PACIFIC PACKAGE, COSVISION.
Neben BB Cream ist vor allem die von AmorePacific entwickelte kompakte Luftkissenfoundation ein sehr beliebtes Produkt bei den Kunden. Zahlreiche Firmen haben versucht ähnliches Produkt unter anderen Namen zu vermarkten – darunter auch namhafte Kosmetikunternehmen aus Frankreich.
Der Unternehmenssitz ist der Amorepacific Tower.

## Geschichte
Frau Yun Dok-jeong begann 1932 ihr Kosmetikgeschäft in Kaesŏng mit der Produktion von Kamillenöl. 1945, direkt nach der Befreiung von der japanischen Herrschaft, wurde das Unternehmen Taepyeongyang gegründet. Noch vor dem Koreakrieg war das Unternehmen durch die eigene Marke "Melody Cream" und das Produkt "ABC Pomade" bekannt. 1956 verlegte das Unternehmen den Firmensitz nach Seoul. Nach dem Koreakrieg gehörte die Stadt Kaesong zu Nordkorea. 1959 benannte sich das Unternehmen in Taepyeongyang Chemical Industries um und kooperierte mit dem französischen Unternehmen Coty.
1962 errichtete das Unternehmen die größte Kosmetikfabrik in Südkorea. Zwei Jahre später führte das Unternehmen mit dem Haus-zu-Haus-Vertriebssystem ein. 1973 wurde Taepyeongyang Chemical Industries auf der Börse gelistet. 1978 richtete das Unternehmen ein Forschungs- und Entwicklungszentrum ein.
1987 wurde das Unternehmen in PACIFIC Chemistry. Corp. umbenannt. Anfang 90er wurde in Frankreich eine Kooperation etabliert. 1993 wurde das Unternehmen in Taepyeongyang Corporation umbenannt.
2000 gründete das Unternehmen die Korea Breast Cancer Foundation. 2002 erfolgte die Umbenennung des Unternehmens in AmorePacific. Vier Jahre später wurde das Holdingunternehmen AmorePacific Group gegründet. 2010 errichtete das Unternehmen ein zweites F&E-Zentrum. Forbes nahm AmorePacific in die Liste der innovativsten Unternehmen der Welt auf. 2023 wurde eine Kooperation mi der A.S. Watson Group geschlossen, um weitere Märkte zu erschließen.

## Marken

### Internationale Marken
- Sulwhasoo[9]

Sulwhasoo gehört zu einer Premiummarke von AmorePacific Group. Die Marke deckt einen großen Bereich der Pflegekosmetika ab. Zu den Produktkategorien der Marke zählen unter anderem Cushion & Coverage, Cleanser, Toner, Serum, Moisturizer & Emulsion, Eye Care, Sun Care, Musk und Special Care. In vielen Produkten wird vier Jahre altes Ginseng aus Korea verwendet. Ginsengwurzeln haben einen hohen Anteil an Saponine. Dieser Wirkstoff hat regenerativen, antioxidativen und alterserhaltenden Effekt. Alle Inhaltsstoffe sind auf natürlicher Basis und kommen aus Korea. Das Unternehmen betreibt dazu eigene Plantagen für die Rohstoffgewinnung.
- LANEIGE[11]
- Mamonde
- ETUDE HOUSE[12]
- innisfree[13]

### Marken in Südkorea
- HERA
- VB program
- Lolita Lempicka
- Primera
- AMOREPACIFIC
- ANNICK GOUTAL
- IOPE
- HANYUL
- ARITAUM
- ODYSSEY
- MIREPA
- TEEN:CLEAR
- mise en scène
- Happy Bath
- Ryo
- MEDIAN
- illi
- Songyum
- dantrol
- OSULLOC
- VERITE
- LIRIKOS
- LIRIKOS MARINE ENERGY
- Makeon
- AESTURA
- innisfree
- AMOS PROFESSIONAL
- eSpoir
- AYUNCHE
- BeautyPoint
- STORYGARDEN